# Подымахино
Подыма́хино — село в Усть-Кутском районе Иркутской области, Россия. Центр Подымахинского сельского поселения.

## География
Расположено на левом берегу реки Лены в 35 км северо-восточнее Усть-Кута и в 535 км севернее Иркутска (по воздуху). 

## История
Основано в 1699 году Ивашкой Тимофеевым Подымахой. В 1723 году в деревне было 2 двора.
В селе родился писатель Андрей Антипин.

## Население
| 2002 | 2010 | 2011 | 2012 |
| ---- | ---- | ---- | ---- |
| 99   | ↘79  | →79  | ↘78  |